# Diocèse d'Ascoli Piceno
Le diocèse d'Ascoli Piceno (en latin : Dioecesis Asculana in Piceno ; en italien : Diocesi di Ascoli Piceno) est un diocèse de l'Église catholique en Italie, suffragant de l'archidiocèse de Fermo et appartenant à la région ecclésiastique des Marches.

## Territoire
Le diocèse s'étend sur la province d'Ascoli Piceno et la province de Teramo. L'autre fraction est dans l'archidiocèse de Fermo et les diocèses de San Benedetto del Tronto-Ripatransone-Montalto et de Teramo-Atri. Son territoire est d'une superficie de 840 km2 divisé en 70 paroisses regroupées en 6 archidiaconés. L'évêché est à Ascoli Piceno où se trouve la cathédrale de saint Emidius. Dans la même ville, l'église saint François conserve la châsse du bienheureux Conrad d'Ascoli tandis que le sanctuaire de saint séraphin garde les reliques de saint Séraphin de Montegranaro, de l'ordre des frères mineurs capucins ; à Offida, se vénère le corps du bienheureux Bernard d'Offida, lui aussi capucin, et celui du bienheureux Conrad d'Offida, religieux franciscain.

## Histoire
Selon la tradition, le diocèse d'Ascoli remonte au IVe siècle et sa fondation est liée à saint Emidius, martyrisé sous Dioclétien. Bien que la vie de ce saint soit tardive (XIe – XIIe siècle) et pose des problèmes historiques et chronologiques avec des anachronismes évidents, le culte à son égard précède la rédaction de sa biographie, déjà attestée au VIIIe siècle. Il devient le patron du diocèse.
Le premier évêque historiquement documenté d'Asculum est Lucenzio, qui fait partie du groupe de prélats envoyés à Constantinople en tant que légat apostolique pour représenter le pape Léon Ier au Concile de Chalcédoine en 451. Après Lucentius, les sources attestent de la présence de Félix au concile de Rome organisé par le pape Agathon en 680 pour condamner le monothélisme.
La liste des évêques devient plus continue et certaine à partir de la seconde moitié du Xe siècle. Au XIe siècle, Ascoli accueille à deux reprises les papes Victor II et Urbain II ; ce dernier accorde en 1091 au chapitre de chanoines de la cathédrale le droit d'élire l'évêque d'Ascoli, qui est immédiatement soumis au Saint-Siège. Le droit d'élection est révoqué en 1343 en faveur du Saint-Siège.
Vers l'an 1000, les évêques d'Ascoli prennent le pouvoir civil et, en 1150, l'évêque Presbitero obtient à Nuremberg le titre de prince d'Ascoli de l'empereur Conrad III.
À partir du VIIIe siècle, les bénédictins fondent de nombreux monastères sur le territoire du diocèse d'Ascoli. Nombre d'entre eux sont ensuite dispensés de la juridiction épiscopale, créant ainsi des enclaves sous l'autorité de l'évêque. Plusieurs villages dépendent notamment de l'abbaye de Farfa, notamment Offida, Montalto, Castignano et Cossignano. Cela limite l'extension du diocèse d'Ascoli et entraîne des conflits inévitables et de longue date entre évêques et abbés. Au XIIIe siècle, les franciscains, les dominicains et les augustins arrivent également dans le diocèse. Le 15 janvier 1458, le premier mont-de-piété de l'histoire est établi à Ascoli par l'œuvre du bienheureux Dominique de Leonessa.
Trois évêques d'Ascoli, Filos Roverella, Lattanzio Roverella et Pietro Camaiani, prennent part au concile de Trente. Camaiani (1566-1579) est le premier à s'engager activement dans la mise en œuvre des décrets de réforme tridentine ; il fait une visite pastorale dans le diocèse (1567), organise un synode diocésain (1568) et fonde le séminaire épiscopal (1571). En 1571 et 1586, le diocèse cède des parties de son territoire, y compris la juridiction sur l'abbaye Santa Maria in Montesanto, au profit de l'érection des diocèses de Ripatransone et de Montalto. Au même moment, le territoire d'Offida, soustrait aux abbés de Farfa, revient sous juridiction épiscopale.
Au cours de l'épiscopat de Sigismondo Donati, le pape Paul V accord en 1614 aux chanoines de la cathédrale d'Ascoli la faculté de libérer un prisonnier le jour de la fête de saint Emidius, à condition qu'il ne se soit pas coupable de faits très graves, tels que l'hérésie, le crime de lèse-majesté, la falsification de monnaies et le meurtre.
Parmi les évêques successifs d'Ascoli, on peut citer de Giovanni Andrea Archetti, qui préfère l'exil plutôt que de prêter serment au gouvernement républicain français ; Carlo Belgrado, qui accueille en 1857 le pape Pie IX en visite à Ascoli ; et Ambrogio Squintani, qui obtient des Allemands et des forces alliées, qu’au cours de la Seconde Guerre mondiale, Ascoli soit déclarée « ville ouverte », ce qui évite ainsi les bombardements.
Le 28 avril 1961, par la lettre apostolique Ex quo, le pape Jean XXIII déclare la Madone de la Grâce et saint Emidius comme saints patrons du diocèse. En 1965, le diocèse d'Ascoli cède le territoire d'Amatrice et Accumoli au diocèse de Rieti et acquiert la municipalité de Monsampolo del Tronto du diocèse de Teramo en lui donnant en échange les paroisses de Macchia da Sole et de Leofara , fraziones de la municipalité de Valle Castellana.
Le 11 mars 2000, le diocèse perdu son indépendance séculaire et intègre la province ecclésiastique de l'archidiocèse de Fermo. Le 4 octobre 2016, le diocèse touché par le tremblement de terre reçoit la visite pastorale du pape François.

## Sources
- http://www.catholic-hierarchy.org